# Therese Stutzer

Therese Stutzer (1913), Zürich

Therese Stutzer, geborene Schott (* 15. Mai 1841 in Ilsenburg (Harz); † 19. Januar 1916 in Heidelberg oder Bonn) war eine deutsche Schriftstellerin.

## Leben
Therese Schott wurde 1841 in Ilsenburg am Nordharz als ältestes Kind des Ober-Hütteninspektors Eduard Schott geboren. Der Bildhauer Walter Schott war ihr Halbbruder. Bis zu ihrem 16. Lebensjahr besuchte sie eine höhere Mädchenschule in Hannover. Im Jahr 1864 heiratete sie den evangelischen Pastor Gustav Stutzer, mit dem sie sechs Töchter hatte. Sie begleitete ihren Mann als Mitarbeiterin bei seinen verschiedenen Unternehmungen. Nachdem dieser 1868 die Idioten-Anstalt zu Erkerode (heute Evangelische Stiftung Neuerkerode) mitgegründet hatte, wirkte sie bis 1879 in dieser Einrichtung mit. Nach ihr wurde die heutige Fachschule für Heilerziehungspflege Theresenschule benannt. Ihr Mann gab seine Stellung in Neuerkerode 1880 aus finanziellen Gründen auf und erwarb in Goslar mehrere Häuser. Dort richtete er ein Pensionat für nervenkranke und epileptische Personen höherer Stände ein, das den Namen Theresienhof erhielt und heute (Stand 2023) als Senioren- und Pflegezentrum Theresienhof Goslar weiterbesteht. Nach dem Selbstmord einer Patientin 1885 verpachtete ihr Mann das Pensionat. Die Familie wanderte nach Blumenau in Brasilien aus, kehrte jedoch bereits 1887 wieder nach Deutschland zurück. Nach dem Konkurs des Theresienhofs 1891 ging die Familie erneut nach Brasilien, lebte dort in Ribeirão Pires und kehrte 1909 aus gesundheitlichen Gründen nach Europa zurück. Von 1909 bis 1914 lebten die Eheleute vorwiegend in England bei ihren Kindern, aber auch in der Schweiz, in Belgien und Italien. Im Jahr 1914 kehrte das Ehepaar Stutzer nach Deutschland zurück und wohnte bei den Kindern in Herchen (bei Bonn), Heidelberg und Bremen. Ab 1915 lebten sie in einer Pension in Bonn.
Therese Stutzer starb im Januar 1916 im Alter von 74 Jahren. Sie wurde an ihrem Geburtsort Ilsenburg bestattet und ruht dort neben ihrem Ehemann. Nach dem Tod seiner Ehefrau schrieb Gustav Stutzer 1917 das Buch Meine Therese. Aus dem bewegten Leben einer deutschen Frau. Er starb 1921.
Therese Stutzer war schriftstellerisch tätig und veröffentlichte in dem von ihrem Mann 1867 ins Leben gerufenen Braunschweigischen Volksblatt erste literarische Skizzen. Bekannt wurden ihre Novellen, die aus Stutzers eigener Erfahrung das Leben deutscher Kolonisten in Brasilien beschreiben. Ihre Werke erreichten mehrere Auflagen.

## Schriften (Auswahl)
- Bilder aus dem Leben der Tante Charlotte. 1873.
- Elisabeth Baum. Novelle, 1874.
- Ein Jahr in der Heide. Buchhandlung für evangelische Theologie, Braunschweig 1877.
- Deutsches Leben am Rande des brasilianischen Urwaldes. Novellen, F. A. Perthes, Gotha, 1889.